# Sea Energy
Sea Energy — вантажне судно, переобладнане на початку 2000-х років для монтажу вітрових турбін.

## Характеристики
Судно спорудили в 1990 році на верфі Orskov у данському місті Фредеріксгавн. До початку 2000-х років воно використовувалось як вантажне під назвою Ocean Ady. З появою попиту на спеціалізовані судна, здатні споруджувати офшорні вітрові електростанції, його викупила компанія A2SEA. Під час переобладнання судно оснастили чотирма опорами, перетворивши таким чином у напівсамопідіймальне (semi jack-up). При довжині опор у 32 метри воно отримало здатність виконувати роботи в районах з глибинами від 4,5 до 24 метрів.
Важливим елементом обладнання став кран Demag CC — 2500 з вантажопідйомністю у обраній для судна модифікації 110 тонн (опціональна вантажопідйомність крану цього типу за певних умов становить до 450 тонн). На робочій палубі площею 1020 м2 може розміщуватись до 2386 тонн вантажу.
Наявні каюти забезпечували розміщення до 16 осіб.
В 2005 році судно отримало нову назву Sea Energy, під якою виконало більшість своїх завдань на офшорних ВЕС.

## Використання у офшорній вітроенергетиці
Sea Energy прийняло активну участь в спорудженні багатьох офшорних вітрових електростанцій, при цьому характеристики кранового обладнання не дозволяли здійснювати спорудження фундаментів (що відрізняло його від суден для встановлення вітрових турбін спеціальної побудови). Як наслідок, Sea Energy зосередилось переважно на монтажі самих вітрових агрегатів, а його список завдань включав:
- монтаж 80 вітрових турбін (разом з Sea Power) на данській ВЕС Горнс-Ріф (Північне море, 2002);
- монтаж 72 вітрових турбін на данській ВЕС Ністед (Балтійське море, 2003);
- монтаж 24 вітрових турбін на ВЕС Скробі-Сандс (Північне море біля узбережжя Норфолку, 2004);
- монтаж 30 вітрових турбін на ВЕС Кентіш-Флетс (Північне море біля узбережжя Кенту, 2005);
- монтаж 30 вітрових турбін на нідерландській ВЕС Egmond aan Zee (2005—2006);
- встановлення метеорологічного поста на місці майбутньої ВЕС Аркона (німецький сектор Балтійського моря, 2006);
- монтаж 60 вітрових турбін (разом з Sea Jack) на нідерландській ВЕС Princess Amalia (2007—2008);
- доставка 60 вітрових турбін на місце спорудження ВЕС Робін-Рігг (Ірландське море, затока Солвей-Ферт, 2008—2009);
- монтаж 7 вітрових турбін на данській ВЕС Спрогьо (протока Великий Бельт, 2009);
- геотехнічні дослідження (разом з Sea Power) на данській ВЕС Горнс-Ріф 2 (Північне море, 2009);
- встановлення 3 трансформаторів у раніше змонтовану офшорну підстанцію на ВЕС Балтік 1 (німецький сектор Балтійського моря, 2010).

## Інші завдання
На початку 21 століття розміри вітрових турбін стрімко зростали, що потребувало суден з більш потужними характеристиками. Як наслідок, після 2009 року Sea Energy перевели на виконання допоміжних та сервісних робіт. У 2014-му судно продали компанії O.I.S. International, котра перейменувала його на Excel та призначила для використання на нафтогазових об'єктах у Гвінейській затоці.